# Marty Roebuck
Martin Clive Roebuck (Lithgow, 10 gennaio 1965) è un ex rugbista a 15 australiano, estremo del Nuovo Galles del Sud e campione del mondo nel 1991 con gli Wallabies.

## Biografia
Estremo abile anche al calcio, Roebuck rappresentò dal 1988 al 1993 lo Stato del Nuovo Galles del Sud, per il quale scese in campo 32 volte marcando 337 punti.
In Nazionale australiana esordì con una meta in un 63-6 al Galles a Brisbane, in preparazione della Coppa del Mondo di rugby 1991 in programma nell'autunno successivo nel Regno Unito: in tale competizione disputò tutti i sei incontri che si risolsero in altrettante vittorie per l'Australia e nella conquista del trofeo.
Dal 1992 iniziò ad alternarsi a Michael Lynagh al calcio franco e iniziò a incrementare il suo score internazionale, fino a quel momento costituito da 4 mete: nel successivo anno di test match mise infatti a segno 106 punti in 8 partite, frutto di un'ulteriore meta, 12 trasformazioni e 23 calci piazzati.
Dopo l'incontro del 6 novembre 1993 al Parco dei Principi, vinto 24-3 sulla Francia e in cui marcò 20 punti (una meta, una trasformazione e quattro piazzati), Roebuck annunciò il ritiro dalle competizioni.

## Palmarès
- Coppe del mondo: 1
Australia: 1991